# Santiago querido!
Santiago querido!, es una película filmada en colores de Argentina dirigida por Catrano Catrani y Virgilio Muguerza según el guion de Alberto Peyrou que se estrenó el 15 de abril de 1965 y que tuvo como protagonistas a Leo Dan, Marta González, Rodolfo Di Nucci y Mónica Grey. Colaboraron en el encuadre Vlasta Lah, Catrano Catrani y Augusto Ravé. 

## Sinopsis
Un hombre rico ampara a una huerfanita y su burrita pero ésta debe ser sacrificada a raíz de un accidente.

## Reparto
Participaron en el filme los siguientes intérpretes:
- Leo Dan
- Marta González
- Rodolfo Di Nucci
- Mónica Grey
- Rodolfo Onetto
- Héctor Méndez
- Corrado Corradi
- Nelly Láinez
- Augusto Codecá
- Humberto Ortiz
- Osvaldo Pacheco

## Producción
Fue filmada en Esteban Echeverría -provincia de Buenos Aires- y en las provincias de Tucumán y de Santiago del Estero.

## Comentarios
Antonio A. Salgado dijo en Tiempo de Cine que la película:

”… prueba lo increíble: que alguien llega a plagiar a Enrique Carreras.”

La Razón opinó:

”Una película…en la que debuta para el cine un cantor de la nueva ola que se hace escuchar ocho veces.”

Por su parte, Manrupe y Portela escriben:

”Muy lejos de Álamos talados, con escasos recursos formales y mostrando una imagen for export del norte de la Argentina. Catrani explota al máximo la cara de bueno de Leo Dan…Una historia para niños amantes de los paisajes y los burritos.”